# JCVD - Nessuna giustizia
JCVD - Nessuna giustizia (JCVD) è un film del 2008, diretto da Mabrouk El Mechri. Il protagonista è Jean-Claude Van Damme, questa volta nel ruolo di se stesso.

## Trama
Il famoso attore belga Jean-Claude Van Damme, divenuto celebre in tutto il mondo grazie ai film hollywoodiani di arti marziali che lo hanno avuto come protagonista, torna nel suo paesino natale per cercare un po' di quiete: la sua carriera, infatti, è arrivata ad un punto morto, mentre la sua vita personale è scossa dal processo per ottenere l'affidamento della figlia dopo il divorzio.
L'attore si reca all'ufficio postale per fare un prelievo con cui pagare il proprio avvocato, che minaccia di abbandonare il patrocinio nella causa, ma proprio in quel momento è in corso una rapina: i tre malintenzionati, vista la sua celebrità, decidono di tenerlo in ostaggio assieme agli altri e di fargli fare da mediatore con la polizia. L'attore, dal canto suo, decide di sfruttare la situazione per ottenere il denaro con cui pagare l'avvocato spacciandolo per il riscatto dei prigionieri.
Le ore di prigionia serviranno a Jean-Claude per fare un bilancio onesto e a cuore aperto della sua intera esistenza, pentendosi per non aver restituito nulla a quella vita che lo ha reso molto più fortunato di tanti altri. Alla fine verrà condannato ad un anno di prigione per la tentata estorsione, ma in carcere avrà modo di riconciliarsi con sua figlia.

## Distribuzione
Il film è stato presentato nelle sale francesi in data 4 giugno 2008 e in Italia al Festival Internazionale del Film di Roma il 27 ottobre 2008.

## Accoglienza
JCVD è stato accolto positivamente dalla critica. Sul sito Rotten Tomatoes detiene un indice di gradimento pari allo 84% delle recensioni professionali. Su Metacritic ha un punteggio di 64 su 100 basato sul parere di 25 critici. Peter Bradshaw del The Guardian lo ha definito "un coup de cinéma godardiano". Richard Corliss del Time ha invece indicato quella di Van Damme come la seconda miglior performance cinematografica dell'anno (dietro Heath Ledger ne Il cavaliere oscuro), dopo aver precedentemente affermato che Van Damme "non merita una cintura nera, ma un Oscar".